# اسپرسو کوبایی
کافه کوبانو (به انگلیسی: Café Cubano) (همچنین شناخته‌شده به عنوان اسپرسو کوبایی، قهوه کوبایی، کافه‌سیتو، و شات کوبایی) گونه‌ای اسپرسو متعلق به کشور کوبا است. به‌طور مشخص، اسپرسو کوبایی به شات اسپرسوی شیرین‌شده (به‌طور سنتی با شکر قهوه‌ای طبیعی) گفته می‌شود. با این حال، گاهی این نام به نوشیدنی‌های حاوی قهوهٔ کوبایی، مانند قهوه کن‌لچه گفته می‌شود.
نوشیدن کافه کوبانو یک فعالیت برجستهٔ اجتماعی و فرهنگی در کوبا و در جوامع کوبایی‌آمریکایی، به ویژه در میامی، تمپا و فلوریدا کیز می‌باشد.

## همچنین ببینید
- تولید قهوه در کوبا